# Siri-Wasserfall
Der Siri-Wasserfall ist ein Wasserfall auf der Vulkaninsel Gaua, die zum Inselstaat Vanuatu gehört. 

## Lage

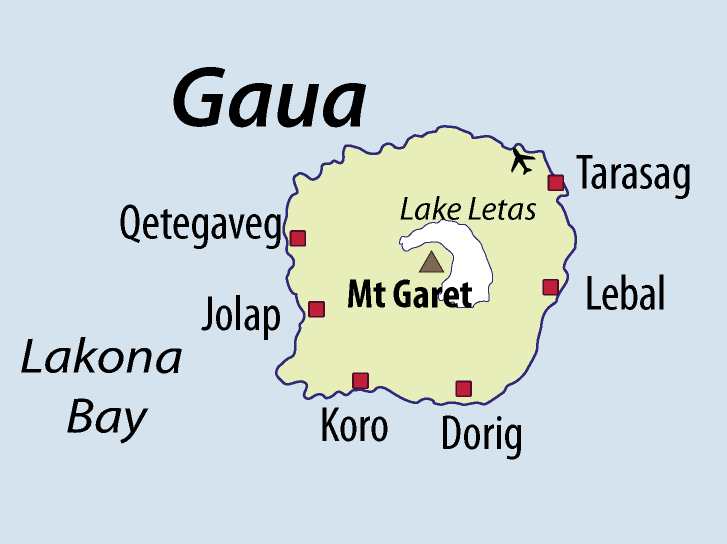
Die Vulkaninsel Gaua

Der Wasserfall befindet sich auf Gaua, einer 328,2 km² großen Vulkaninsel im nördlichen Teil Vanuatus. Im Zentrum der Insel liegt der Mount Garat, nordöstlich davon der Lake Letas. Dessen Abfluss, der Mbe Solomul, bildet rund 1,5 Kilometer Luftlinie östlich des Sees den Siri-Wasserfall.

## Höhe
Mit einer Fallhöhe von 120 Metern ist der Siri-Wasserfall der höchste seiner Art im Südpazifik.

## Weltnaturerbe
Seit 2004 stehen der Lake Letas und die umliegenden Wasserfälle, insbesondere der Siri-Wasserfall, auf der Tentativliste Vanuatus zur Anerkennung als Weltnaturerbe.